# Heinz
«H.J. Heinz» (по-русски Хайнц) — американская продовольственная компания, известный производитель соусов. Штаб-квартира — в Питтсбурге.

## История
Компания была основана в 1869 году Генри Джоном Хайнцем вместе с Кларенсом Ноблом (Clarence Noble) под названием Heinz & Noble.
В 1875 году компания Heinz & Noble обанкротилась и Генри Хайнц зарегистрировал компанию F.&J. Heinz на своих отца и брата. В 1888 году Генри выкупил компанию F.&J. Heinz у своих родственников и переименовал её в H.J. Heinz.
С 1896 года компания стала использовать торговый слоган «57 Varieties» (с англ. — «57 сортов»), несмотря на то что в ассортименте было свыше шестидесяти сортов продукции.

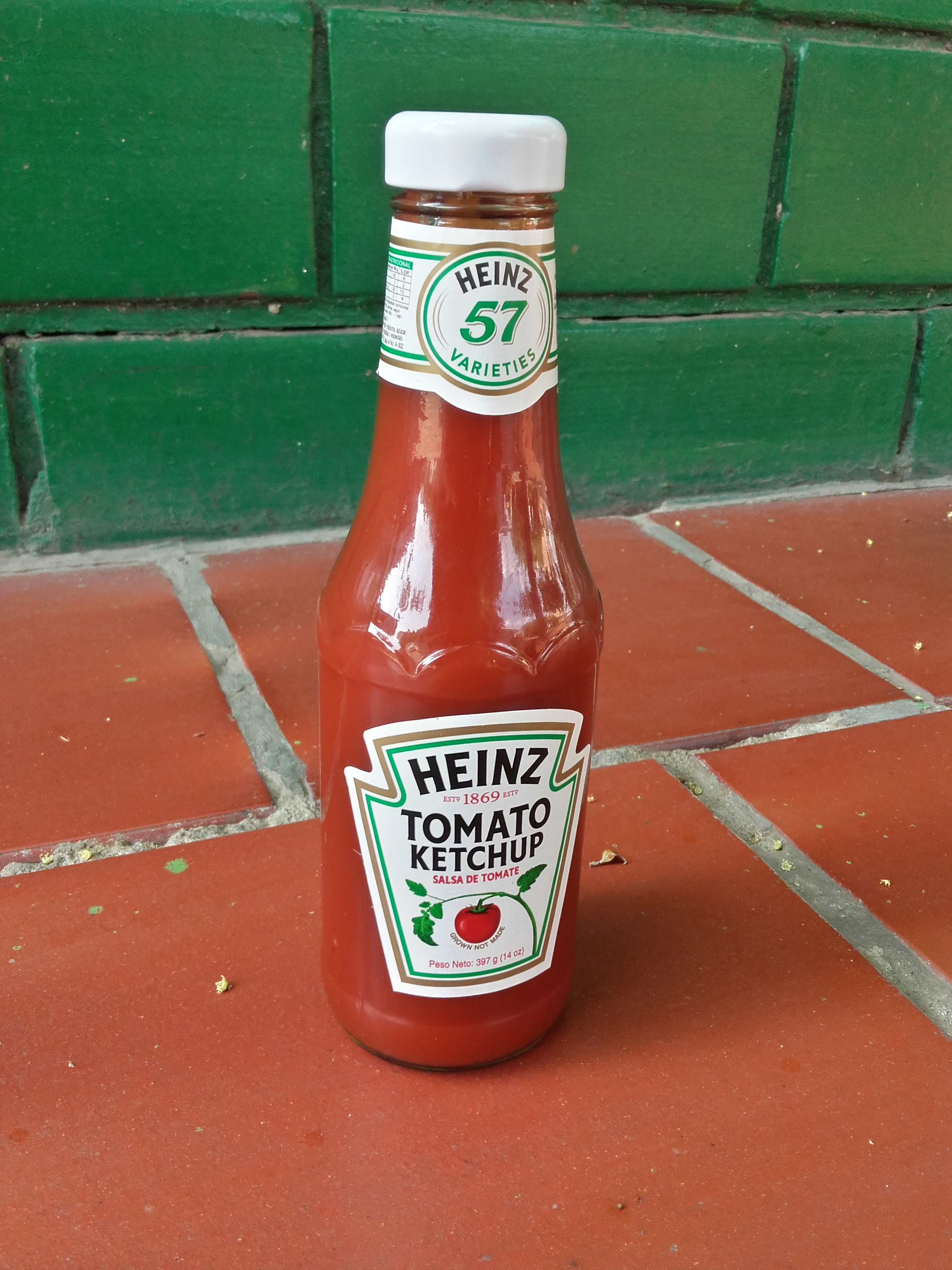
Бутылка кетчупа Heinz

По одной из версий, «57» было выбрано как счастливое число, составленное из любимых цифр основателя фирмы Генри Хайнца и его супруги — «5» и «7» соответственно.

Производство и центральный офис H. J. Heinz Company, открытка, 1915 год.

В феврале 2013 года было объявлено о том, что компания, до этого являвшаяся публичной, согласилась стать объектом поглощения со стороны холдинга Berkshire Hathaway, принадлежащего миллиардеру Уоррену Баффетту, и фонда прямых инвестиций 3G Capital. Предполагалось, что последние выкупят у акционеров акции Heinz за 23 млрд долларов, а также покроют долги компании в сумме 5 млрд долларов, после чего компания из публичной должна будет преобразоваться в частную.
Сделка была завершена в июне того же года.
В марте 2015 года было объявлено, что компании Kraft Foods Inc. (основана в 1903 году) и H.J. Heinz Company будут объединены в единую компанию The Kraft Heinz Company, в результате чего акционеры Heinz получат контроль над 51 % объединённой компании, а акционеры Kraft Foods будут контролировать 49 % единой структуры.
Это решение единогласно одобрили в советах директоров обеих объединяемых компаний.

## Собственники и руководство
Heinz — частная компания, на паритетной основе (по 50 %) принадлежит холдингу Berkshire Hathaway и фонду прямых инвестиций 3G Capital.
Президенты компании:
- с 1905 Генри Джон Хайнц
- с 1919 Говард Хайнц
- с 1941 Говард Хайнц II
- с 1966 Барт Гукин
- с 1979 Энтони О`Рейли
- с 1996 Вильям Р. Джонсон

## Деятельность
Компания выпускает кетчупы, соусы, соленья, супы, замороженные продукты и др. В США Heinz контролирует 60 % рынка кетчупов, а в 50 других странах, по собственным данным, занимает вторую позицию. Количество занятых — 37500 человек (2005).
В 2005 финансовом году, начавшемся в апреле, продажи компании составили $8,9 млрд.

### В мире

#### Heinz в России
В России Heinz работает с 1993 года, владеет заводом ООО «Петропродукт — Отрадное» (город Отрадное, Ленинградская область). До 2024 года компания владела заводами детского питания в городе Георгиевске Ставропольского края (открыт в 1995 году) и в городе Иваново.
В апреле 2005 года компания приобрела контрольный пакет акций пищевой группы «Петросоюз». В рамках сделки было создано совместное предприятие «Heinz-Петросоюз», которое в конце января 2007 года было полностью выкуплено Heinz.
В июле 2022 года из-за "кризиса, возникшего из-за военных действий РФ на Украине" Heinz объявил о продаже своего бизнеса в России. В конце марта 2023 года стало известно, что российский бизнес Kraft Heinz по производству детского питания приобрела группа компаний «Черноголовка». В сделку вошли ООО «Хайнц-Георгиевск», ООО «Ивановский комбинат детского питания», а также бренды «Умница» и «Сами с усами». Кроме того, «Черноголовка» получила права на бренд Heinz Baby на ограниченный срок. Сделка была закрыта в марте 2024 года. При этом, Kraft Heinz продолжает выпускать майонезы, соусы и кетчупы на заводе в Ленинградской области и консервы, а также продавать товары под брендами Heinz и «Пикадор» в России и странах ближнего зарубежья.